# Distrikt Anco (Churcampa)
Der Distrikt Anco liegt in der Provinz Churcampa in der Region Huancavelica im Südwesten von Zentral-Peru. Der Distrikt wurde am 10. Juni 1955 gegründet. Am 7. Juni 2010 wurde der Nordwesten des Distrikts herausgelöst und bildet seitdem den neu gegründeten Distrikt Cosme.
Der Distrikt Anco besitzt eine Fläche von 150 km². Beim Zensus 2017 wurden 5775 Einwohner gezählt. Sitz der Distriktverwaltung ist die 2404 m hoch gelegene Ortschaft La Esmeralda mit 1145 Einwohnern. La Esmeralda befindet sich 22 km westnordwestlich der Provinzhauptstadt Churcampa.

## Geographische Lage
Der Distrikt Anco liegt im Südwesten der Provinz Churcampa am Westrand der peruanischen Zentralkordillere. Der nach Südosten strömende Río Mantaro begrenzt den Distrikt im Südwesten.
Der Distrikt Anco grenzt im Nordwesten an den Distrikt Cosme, im Nordosten an den Distrikt Paucarbamba, im Südosten an den Distrikt El Carmen sowie im Südwesten an die Distrikte Rosario und Andabamba (beide in der Provinz Acobamba).

## Ortschaften
Neben dem Hauptort gibt es folgende größere Ortschaften im Distrikt:
- Cuyocc
- Chocceparco
- Manzanayocc (219 Einwohner)
- San Antonio de Pampaspata (260 Einwohner)
- San Miguel de Arma (219 Einwohner)
- Santa Rosa Salapata Quicllo
- Socos (241 Einwohner)